# Lợn Craonnaise
Lợn Craonnaise là một giống lợn có nguồn gốc từ nước Pháp, chúng là giống đã hoàn toàn biến mất và đã cho ra đời các dòng lợn Norman, lợn trắng. Nó mang tên thành thành phố Craon thuộc huyện của Château-Gontier trong vùng Mayenne, nơi chúng là giống thuần cho đến 1960 và 1970. Nó đã lan rộng khắp khu vực phía tây, nhưng chủ yếu ở Mayenne, các Sarthe và phần phía Đông của Ille-et-Vilaine. Giống như dòng lợn Celtic, Craonnais có đầu mạnh mẽ, trán rộng và bằng phẳng, chúng có da trắng, đặc biệt đôi tai mềm rất lớn.

## Lai giống
Chúng là giống nền để lai tạo ra giống lợn Bồ Xụ ở Việt Nam, lợn Bồ Xụ là lợn lai giữa lợn Vuông (một giống lợn nuôi lâu năm ở Việt Nam có xuất xứ từ Trung Quốc) với lợn Craonnais do các chủ đồn điền người Pháp ở vùng Miền Đông Nam Bộ nhập về vào năm 1920. Lợn Bồ Xụ có thân hình cao lớn, lông trắng, tai lớn và xụ xuống che cả mắt, nuôi khoảng 8 tháng thịt cho nhiều nạc. Nếu nuôi giáp năm thì đạt gần tạ rưỡi. Năm 1900, heo Cỏ được cho lai với heo Hải Nam của Trung Quốc. Năm 1920, heo Craoonais được nhập từ Pháp vào Việt Nam và được cho lai với heo Cỏ có máu heo Hải Nam tạo ra heo 3 máu gọi là heo Bồ Xụ có vóc dáng lớn, lông trắng đen, tai to và xụ che kín mắt. Ở 10 tháng tuổi, heo Bồ Xụ có thể đạt 100 – 120 kg thể trọng.
Năm 1932, heo Tamworth và Berkshire được nhập vào Việt Nam. Heo Bồ Xụ được cho lai với heo Berkshire và Tamworth. Từ lợn Bồ Xụ, người ta lai tạo cho ra lợn Thuộc Nhiêu, đây là con lai giữa lợn Bồ Xụ và lợn Yorkshire ở vùng Thuộc Nhiêu, huyện Châu Thành và Cai Lậy, tỉnh Tiền Giang. Ngoài ra, lợn Ba Xuyên hay heo bông là giống lợn đen đốm trắng xuất phát vùng Ba Xuyên nay thuộc tỉnh Sóc Trăng. Giống lợn này được hình thành từ các giống lợn địa phương lai với lợn Hải Nam,lợn Craonnaise và lợn Berkshire. Lợn Ba Xuyên có khối lượng trưởng thành đạt 120–150 kg, đẻ bình quân 8-9 con/lứa, nuôi con khéo. Mỡ nhiều, tỷ lệ nạc chỉ đạt 39-40%. Lợn Ba Xuyên thường được dùng làm nái nền để lai với đực ngoại tạo con lai nuôi thịt thương phẩm. 